# Rabaki Jérémie Ouédraogo
Rabaki Jérémie Ouédraogo (1 de enero de 1973) es un ciclista amateur de Burkina Faso. Se proclamó campeón del UCI Africa Tour 2005-2006, logrando asimismo el Tour du Faso en 2005. Fue Campeón Nacional de ciclismo en ruta de Burkina Faso en dos ocasiones (2005 y 2006), y uno de los tres ciclistas que formaron la delegación de su país en el Campeonato Mundial de Ciclismo en Ruta de 2006 organizado por la UCI en Salzburgo (Austria).

## Palmarés
2000 (como amateur)
- 3.º en el Campeonato de Burkina Faso en Ruta

2003 (como amateur)
- 3.º en el Campeonato de Burkina Faso en Ruta

2005 (como amateur)
- Campeonato de Burkina Faso de en Ruta
- Tour de Faso, más 2 etapas
- 3.º en el UCI Africa Tour

2006 (como amateur)
- UCI Africa Tour
- Campeonato de Burkina Faso en Ruta
- Vuelta de Coton, más 2 etapas

2007 (como amateur)
- 2.º en el Campeonato de Burkina Faso en Ruta
- 2 etapas de la Vuelta de Coton

2009 (como amateur)
- Campeonato de Burkina Faso en Ruta

2010 (como amateur)
- 2.º en el Campeonato de Burkina Faso en Ruta